# Жулдыз (Ордабасинский район)
Жулдыз (каз. Жұлдыз) — село в Ордабасинском районе Туркестанской области Казахстана. Входит в состав Карааспанского сельского округа. Код КАТО — 514643400.

## Население
В 1999 году население села составляло 205 человек (103 мужчины и 102 женщины). По данным переписи 2009 года, в селе проживало 227 человек (103 мужчины и 124 женщины).